# NOLAINU
NOLAINU（ノライヌ）は大阪府高槻市出身・現埼玉県で活動している日本のヒップホップMC。
DJ☆GO率いるシボレーなどのアメリカ産高級外車乗りクラブを兼ねたレーベルRIDE RECORDZの、730 RIDAZ(セブンサーティンライダーズ)、GAYA-K率いるT.R.L(TOJO REAL LABEL)に所属し活動している。
短いキャリアの中で自身で開催した日本のヒップホップのクラブイベントONE MICにおいては、小規模なライブハウスにもかかわらず多数の集客動員数を誇り、出演したアーティストの中には日本のヒップホップの中でも質の高いトップアーティストも数多く存在している。
日本のヒップホップの世界で影の功労者としてもその名前が知られており、HOOD SOUND RECORDSからDJ☆GO名義の作品へ参加した。

## 略歴
- 730RIDAZ        所属
- TOJO REAL LABEL 所属

## 人物
シボレーなどのアメリカ産高級外車に乗り、ラッパーやイベンターとして、雑誌やインターネットなどのメディアに露出し、新人アーティストの発掘や付随するスタッフの育成などを行う。

## メンバー
- 730RIDAZ(セブンサーティンライダーズ)
  - DJ☆GO(DJ)
  - GAYA-K(MC)
  - K-YO(MC)]
  - CHO-CO(MC)
  - NOLAINU(MC)

- TOJO BOYS(トウジョウボーイズ)
  - GOBLN-K(TRACK MAKER)
  - KAERU(MC)
  - CHAINSAW(MC)
  - SLIM D DOGG(MC)

## 主な活動歴
- TV
  - テレビ東京系列 流派R

- 雑誌
  - 411(フォー・ダブワン)

- ラジオ
  - 2TightRadio

- その他
  - 第一弾 東日本大地震募金復興支援活動
  - 第二弾 東日本大地震募金復興支援活動
  - 熊本地震 (2016年)募金復興支援活動

- ディスコグラフィー
  - デジタルリリース
    - NOLAINU / STRAY DOGG feat.GAYA-K
    - SUCK MY DxxK/DJ G-SHOT (feat. GAYA-K, NOLAINU, AZMA & OGRE
    - 666CONNECTION presents Battle of City in SAITAMA-　クセマン
    - Calling/スナフキン & NOLAINU
    - GAYA-K - Still on da way feat. NOLAINU
    - DJ☆GO/730RIDAZ feat.GAYA-K,K-YO,CHO-CO,NOLAINU

## 作品(公開された映像作品)
- 2018
  - GAYA-K - Still on da way feat. NOLAINU

- 2020
  - DJ☆GO/730RIDAZ feat.GAYA-K,K-YO,CHO-CO,NOLAINU(Full Version)

## 出演
- TV
  - テレビ東京系列 流派R

- 雑誌
  - 411(フォー・ダブワン)